# Dyveke (pigenavn)
Dyveke er et hollandsk pigenavn, som betyder "lille due".